# 斎藤達雄 (歌手)
斎藤 達雄（さいとう たつお、1926年 - 2000年）は、日本のバリトン歌手。息子はピアニストの斎藤雅広。

## 経歴
子供の頃から童謡歌手として活動し、「かわいい魚屋さん」などの曲を世に送り出している。中山悌一門下となり、東京音楽学校（現：東京藝術大学）卒業後、藤原義江の下で藤原歌劇団の幹部として活躍し、同歌劇団のアメリカ巡業等にも参加している。『リゴレット』を得意としたが、立川澄人や友竹正則とともに「ブッファ三羽烏」と呼ばれたこともあり、脇役での演技力もあった。
ワーグナーの『ニュルンベルクのマイスタージンガー』日本初演でベックメッサーを演じ、来日していたフンパーディンクを驚嘆させた話は有名である。日本歌曲も得意としたが、ガーシュインのオペラ『ポーギーとベス』の放送初演も行っている。
東京学芸大学の講師を経て、静岡県の常葉女子短期大学（現常葉大学短期大学部）の音楽科の創設に関わり、晩年は同大学の学長に就任した。また、静岡オペラ協会を設立、オペラの市民活動にも尽力した。